# Muzsnayné Csizmadia Gabriella
Muzsnayné Csizmadia Gabriella, Muzsnayné Cs. Gabi (Vágújhely, Nyitra vármegye, 1893. – Székelyudvarhely, 1989. december 22.) ifjúsági író.

## Életútja, munkássága
A középiskolát Nagyszombatban végezte. Szüleivel – apja bányatiszt volt – 1913-ban került Parajdra, onnan férjhez ment Székelyudvarhelyre. Gyermektörténeteket, verseket közölt Benedek Elek Cimborájában, a Tompa László szerkesztette Székely Közéletben, a kolozsvári Ellenzékben. A kenyér c. írásával megnyerte a marosvásárhelyi Szabad Szó novellapályázatát (1946).
Irodalmi levelezést folytatott Áprily Lajossal, Benedek Elekkel, Neubauer Pállal, Szántó Györggyel, Gaál Gáborral és Tompa Lászlóval.

## Kötete
- Kicsi Székely Mózsi nagy Meseországban (1973)